# Ipoella norrisi
Ipoella norrisi är en insektsart som beskrevs av Evans 1939. Ipoella norrisi ingår i släktet Ipoella och familjen dvärgstritar. Inga underarter finns listade i Catalogue of Life.